# Борислав Михајлов
Борислав Михајлов (буг. Борислав Михайлов; 12. фебруар 1963) бивши је бугарски фудбалски голман.

## Клупска каријера
Поникао је у млађим категоријама Левског, у коме је прво играо на позицији нападача, да би се касније одлучио на позицију голмана. Прошао је кроз све селекције у Левском.
Дебитовао је 1981. године за први тим Левског и одиграо 180 утакмица у првенству Бугарске током осам сезона. Три пута је био шампион и три пута победник Купа Бугарске. Године 1986. био је проглашен за најбољег фудбалера у Бугарској.
Од 1989. прелази у португалску лигу, где је бранио боје лисабонског Белененсеса. Потом две сезоне наступа у Француској, где је од 1992. до 1994. играо у Милузу.
Године 1994. вратио се у Бугарску, где је бранио за Ботев из Пловдива. Од 1995. до 1997. године играо је за енглески Рединг, након чега се поново вратио у отаџбину — овај пут у Славију из Софије. Последњи професионални клуб за који је наступао био је Цирих (Швајцарска), одиграо једну утакмицу у сезони 1998/99.

## Репрезентативна каријера
За репрезентацију Бугарске дебитовао је 4. маја 1983. године у утакмици против репрезентације Кубе. Временом се усталио на голу репрезентације, а касније је постао и њен капитен.
Учествовао је на Светском првенству 1986 (одиграо 4 утакмице). Био је део репрезентације на Светском првенству 1994, где су Бугари заузели четврто место, а Михајлов је одиграо свих седам мечева. Михајлов је играо и на Европском првенству 1996. године (3 утакмице). Био је на списку репрезентације за Светско првенство 1998. године, међутим, није улазио у игру.
Последњи меч за репрезентацију одиграо је на пријатељској утакмици против репрезентације Алжира 5. јуна 1998. (победа 2:0).
Михајлов је други по броју одиграних утакмица за репрезентацију — 102, испред њега је само Стилијан Петров (105).

## Каријера руководиоца
Након завршетка играчке каријере ради као функционер у бугарском фудбалу. Од 2000. године је био заменик шефа Државне агенције за младе и спорт и члан Извршног одбора Бугарског фудбалског савеза (БФС).
Током периода од 2001. до 2005. био је потпредседник БФС-а, а 21. октобра 2005. изабран је за председника овог тела.

## Приватно
Године 1998. оженио се с Маријом Петровом, бившом бугарском ритмичком гимнастичарком. Његов син је фудбалски голман Николај Михајлов, а кћерка Елинор је тенисерка.

## Успеси
- Левски Софија
  - Првенство Бугарске: 1984, 1985, 1988.
  - Куп Бугарске: 1982, 1984, 1986.

Индивидуалне награде
- Најбољи фудбалер Бугарске: 1986.

Репрезентација
- Бугарска
  - Светско првенство: четврто место 1994.